# Gymnocalycium rosae
Gymnocalycium rosae là một loài thực vật có hoa trong họ Cactaceae. Loài này được H.Till mô tả khoa học đầu tiên năm 1995.